# 堀内工
堀内 工（ほりうち つとむ、1951年7月7日 - ）は、兵庫県出身のプロゴルファー。

## 来歴
1977年にプロ入りし、1990年のハワイパールオープンでは日本勢最上位でデビッド・イシイ（アメリカ）の4位に入った。
関西オープンでは1990年に杉原輝雄・大山雄三に次ぐ3位、1991年に杉原の息子・敏一の3位に入った。
1992年のハワイパールオープンでは初日に68をマークし、最終日は首位と5打差があり、追いつくことは絶望的であったが、17番、18番と連続バーディーを取る。通算4アンダー212で日本勢最上位の2位に入ったが、優勝したダミュアン・ジャミラがアマチュアであったため、優勝賞金12000ドルを獲得。
1993年にはポカリスエットオープンで山本治人・丸山智弘と並んでの4位タイに入り、1997年のよみうりオープンを最後にレギュラーツアーから引退。